# 新鮮 (1994年電影)
《新鮮》（英語：Fresh）是一部1994年美國犯罪劇情片，由鮑茲·亞金編劇兼執導，西恩·尼爾森、吉安卡洛·伊坡托、山繆·傑克森和娜布希·萊特主演；警察乐队成員斯圖爾特·科普蘭德為電影配樂作曲。故事圍繞名叫麥可的青春期男孩展開，外號「新鮮」（尼爾森飾演）的他為黑幫販毒。父親是一位酗酒的速度國際象棋大師（傑克森飾演），新鮮受父親的國際象棋課程的啟發，設計並執行了一套絕妙的計劃來將自己和吸毒成癮的妹妹（萊特飾演）在絕望的生活中解救出來。
《新鮮》以嘻哈黑人街坊電影做宣傳，相對而言並未受到公眾的注意，但贏得了影評界的好評。影評人稱讚本片讓人們真實地瞥見了紐約市在可卡因流行病期間的日常。《娛樂周刊》的歐文·格萊伯曼在評論中寫道：「一名小學生出於純粹的實用主義而成為罪犯的想法引起了令人震驚的共鳴。」

## 演員
- 西恩·尼爾森飾演新鮮
- 吉安卡洛·伊坡托飾演埃斯特班
- 山繆·傑克森飾演山姆
- 娜布希·萊特飾演妮柯爾
- 尚-克勞·拉馬爾飾演傑克
- 吉列爾莫·戴亞斯飾演史派克
- 伊莉莎白·羅里奎茲飾演康蘇拉

## 延伸閱讀
- Berry, Torriano; Berry, Venise T. . Scarecrow Press. 2007. ISBN 978-0810855458.
- Seewood, Andre. . Xlibris Press. 2008. ISBN 9781436321792.[自述来源]

## 外部連結
- 互联网电影数据库（IMDb）上《Fresh》的资料（英文）
- AllMovie上《Fresh》的资料（英文）
- Box Office Mojo上《Fresh》的資料（英文）